# Francesco Loredan

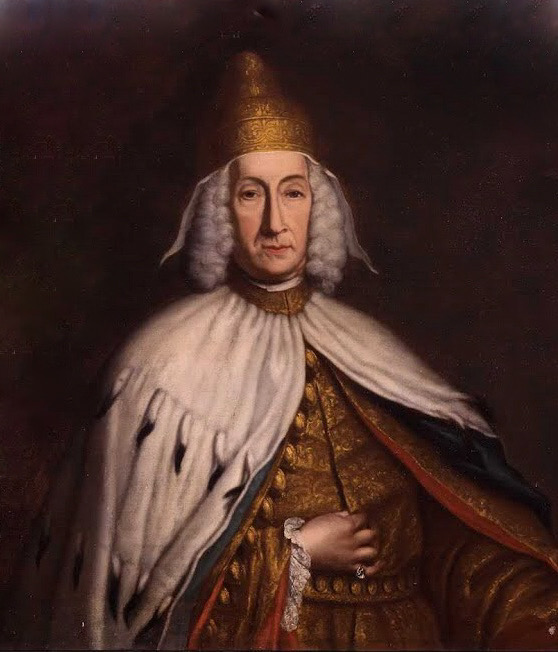
Jacopo Guarana: Ausschnitt eines Porträts des Dogen Francesco Loredan, Öl auf Leinwand, 1762, Dogenpalast

Francesco Loredan (* 9. Februar 1685 in Venedig; † 19. Mai 1762 ebenda) war der fünftletzte Doge von Venedig. Er amtierte von seiner Wahl am 18. März 1752 bis zu seinem Tod zehn Jahre später.
Bedingt durch seine Herkunft aus einer der einflussreichsten und vermögendsten Familien Venedigs, saß Loredan früh in einer Vielzahl von Magistraturen, war aber sehr wählerisch und lehnte auch einige Male die Wahlen auf Posten außerhalb Venedigs ab. Nur als führender Magistrat in Palmanova, im Grenzgebiet zu Österreich, fungierte er längere Zeit und setzte sich für die Armen der kleinen Stadt ein, versuchte ihre wirtschaftliche Grundlage zu verbessern.
Auch verhielt er sich gegenüber den Forderungen der Päpste entgegenkommend, so dass ihn die Konservativen schließlich zum Dogen wählten, um einen Verbündeten im Kampf gegen die Reformer zu stärken. Bereits ab 1755 wurde dieser Doge zunehmend krank und zog sich aus den politischen Geschäften immer mehr zurück. Für die wirtschaftlichen Geschäfte, die sich im Testament von 1758 gut ablesen lassen, brachte er aber immer noch großes Interesse auf, zumal sein Haus unter enormem Schuldendruck stand – trotz hoher Einnahmen aus Immobilien und Landgütern außerhalb Venedigs.

## Familie

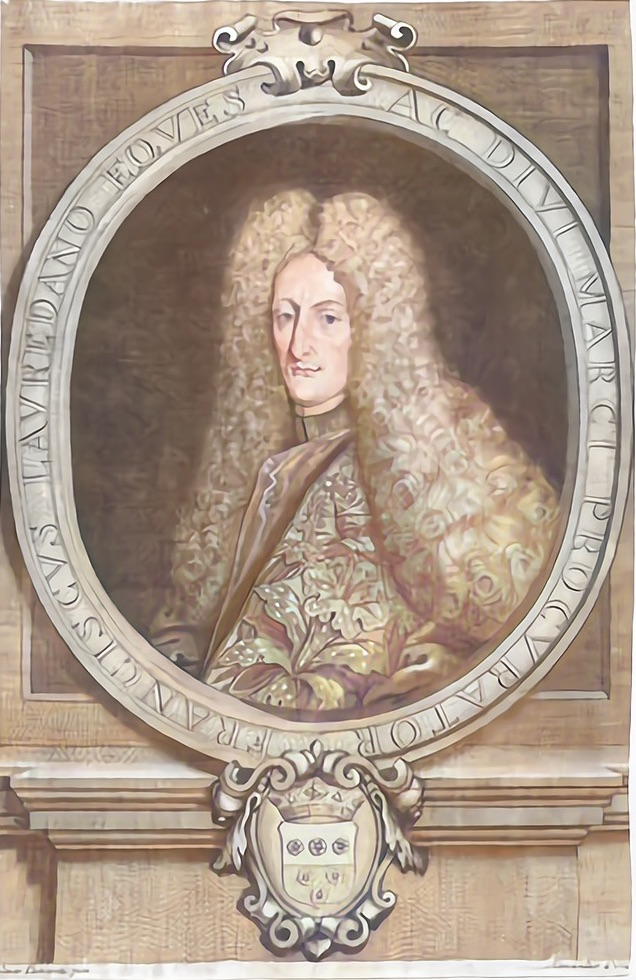
Francesco Loredan (1656–1715), war einer der Prokuratoren von San Marco und der älteste Bruder väterlicherseits. Er spielte als Unterhändler beim Frieden von Karlowitz 1699 eine wesentliche Rolle.

Die Loredan waren eine weitverzweigte Familie, die mit Pietro und Leonardo bereits zwei Dogen gestellt hatte. Zum Zeitpunkt von Francesco Loredans Wahl war der Reichtum der Familie in Venedig legendär. Sie besaß mehrere Paläste, wie den Palazzo a San Stefano, den Palazzo Loredan Cini am Canal Grande, die Palazzi Loredan und Farsetti und den Palazzo Loredan dell’Ambasciatore, den Francesco Loredan dem österreichischen Botschafter gegen Vorkasse der Gesamtmiete für 29 Jahre und die Verpflichtung zu Restauration und Unterhalt des Palastes vermietet hatte.
Francesco Loredan, ältester von acht Söhnen – dazu kamen zwei Töchter – des Andrea Loredan (1664–1704) und der Caterina Grimani, war der Enkel von Leonardo Loredan aus dem Zweig von Santo Stefano. Dieser ältere Leonardo hatte drei Söhne. Der 1664 geborene jüngste Sohn namens Andrea war der Vater des späteren Dogen. Dieser Andrea di Leonardo del ramo di S. Vidal – er entstammte diesem Familienzweig (ramo) – hatte Caterina di Antonio dei Grimani dei Servi geheiratet, die die besagten zehn Kinder hatten. Francesco Loredan selbst blieb ein Leben lang unverheiratet und hatte keine Kinder.

## Leben

### Ämterlaufbahn

#### Savio del consiglio,agli Ordiniunddi Terraferma(bis 1735)
Francesco Loredan trat die übliche Ämterlaufbahn zwar früh an und er war lange Savio del consiglio, Berater des Dogen und seiner Gremien. Doch für einen Angehörigen einer Familie wie die Loredan war die Ämterlaufbahn, die er einschlug, nicht ungewöhnlich.
Sie begann, wie es seit langem üblich war, mit der Stellung eines Savio agli Ordini (1711–1714). Auch die allerdings ungewöhnliche lange Tätigkeit als Savio di Terraferma, als Zuständiger für die Terraferma, den venezianischen Teil Oberitaliens, galt als eine Art Standard, um die inneren und äußeren Aufgaben im Staat kennenzulernen. In diesem Amt fungierte er von 1721 bis 1735.

#### Ämter hauptsächlich im Finanzbereich (1735–1751)
Von März 1735 bis 1751 erscheint er immer wieder, mit Unterbrechungen, als Savio del Consiglio. In den obligatorischen Zwischenzeiten fungierte er als Provveditore und zwar sopra Camere, sopra Dazi, in Zecca, alle Pompe, sopra Feudi. Auch war er Cassier del Collegio, Savio alla Mercanzia, Procuratore agli Ori e Monete, Deputato alla Provvisione del denaro. Er hatte also beratende Aufgaben, beaufsichtigte aber auch die mittleren Organe der Verwaltung, die Zölle und die Münzprägestätte, die Zecca, dann war er für den allzu verschwenderischen Aufwand seiner Standesgenossen zuständig, für den Landbesitz, ebenso wie für den Waren- und Münzverkehr. Er oblag seinen Amtsverpfichtungen akkurat, aber ohne weitreichenden Ehrgeiz.
An auswärtigen Ämter, also im Kolonialreich oder im venezianischen Teil Italiens, hatte er kein Interesse. Zwischen 1716 und 1723 wurde er zwar zum Podestà und Capitano von Rovigo gewählt, dann zum Capitano von Verona, schließlich wieder zum Podestà und Capitano von Crema, doch weigerte er sich, die Wahlen anzunehmen, oder er erreichte einen Dispens. Noch 1748 lehnte er das Amt eines Commissario für den Grenzbereich zwischen Friaul und Istrien ab. Ihn interessierten eher zeremonielle Aufgaben auf dem allerhöchsten Niveau.

#### Provveditore generalein Palmanova (1747–1749)
Die Aufgabe eines Provveditore generale in Palmanova übernahm er nur deshalb, weil dort sein Bruder Leonardo während seiner Amtszeit verstorben war (Anfang 1747 bis 1749). Dies war bereits das höchste Amt, bevor er zum Dogen gewählt wurde. Immerhin erweisen seine Depeschen und sein Abschlussbericht (relazione) ein gewisses Interesse. Als er dort ankam, herrschte Hungersnot, und er unterstützte die etwa 2000 Bewohner, die zum großen Teil „miserabili“ waren, aus eigenen Mitteln. Loredan machte Vorschläge zur Verbesserung der wirtschaftlichen Lage, wie die Förderung der Seidenzucht, der Ausfuhr des Getreides auch außerhalb des venezianischen Gebiets, wie er überhaupt den freien Handel mit dem Grundnahrungsmittel bevorzugte, allen voran mit Weizen. Auch beobachtete er die Initiativen Österreichs, das seinen einzigen Mittelmeerhafen Triest zunehmend förderte. Zudem berichtete er von guten Kontakten zum Repräsentanten in Görz und zum Capitano von Gradisca.

### Wahl zum Dogen

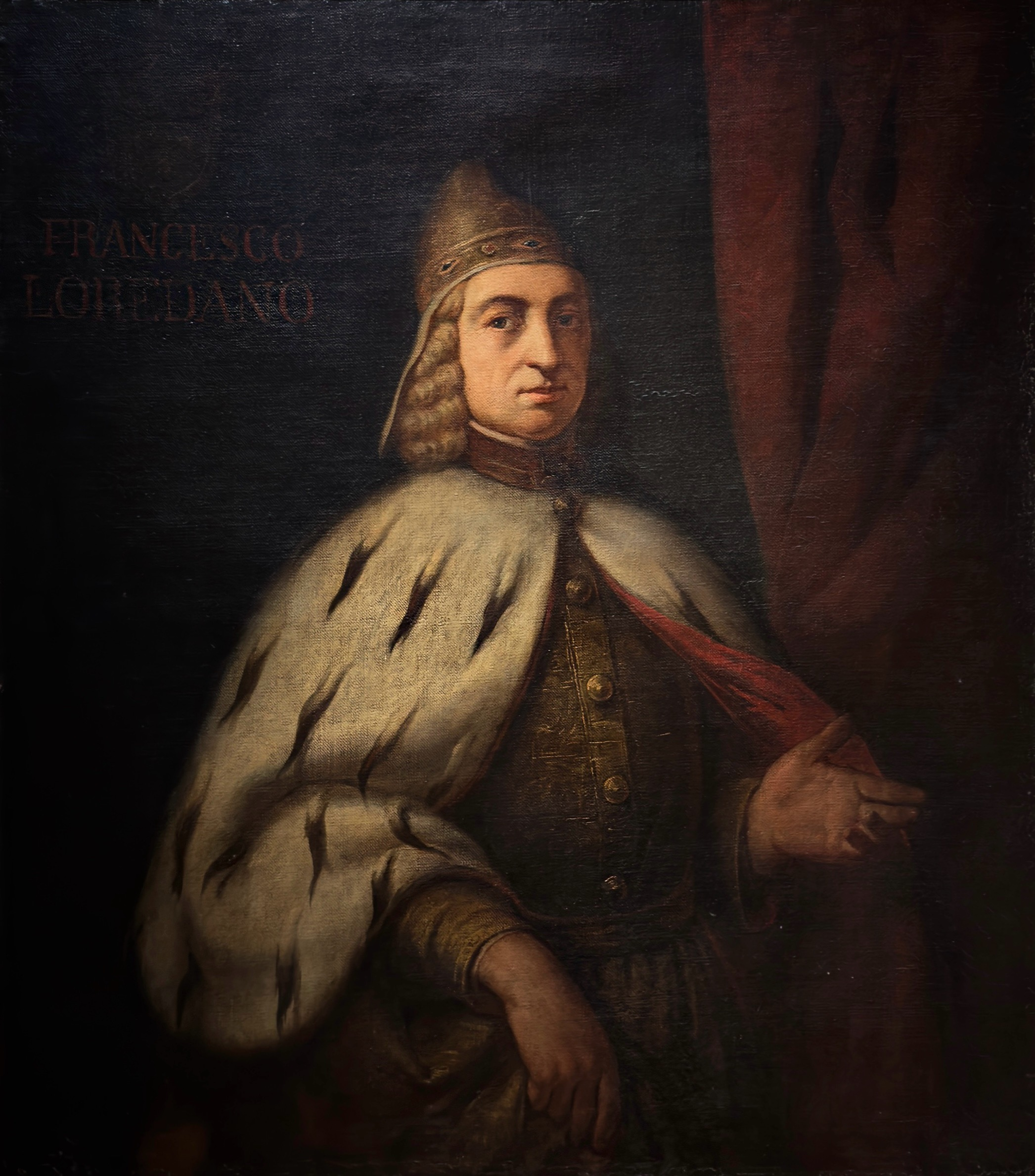
Porträt des Dogen „FRANCESCO LOREDANO“ in Amtstracht im Dogenpalast

Doch nach Venedig zurückgekehrt übernahm er wieder Ämter mittlerer Reichweite, wie die eines Savio del Consiglio (Juli 1750). Er machte sich zum Sprachrohr des Papstes, von Benedikt XIV., der einen apostolischen Vikar ins Patriarchat von Aquileia entsenden wolle. Damit lag er auf der Linie des Konservativen und romfreundlichen Marco Foscarini.
Zwei Jahre später brachte ihm dessen Unterstützung die Mehrheit bei der Wahl zum Dogen ein. Dabei gelang es ihm am 18. März 1752 seinen Konkurrenten um das Amt, Giovanni Emo, im ersten Wahlgang zu besiegen, nur elf Tage nach dem Tod seines Vorgängers.
Die Krönung erfolgte am 6. April, nachdem die Feierlichkeiten bereits am Vorabend begonnen hatten. Als am 17. April 1752 seine Nichte Caterina, Tochter seines Bruders Girolamo, Giovanni Alvise aus der Familie der Mocenigo di S. Samuele heiratete, stärkte dies seine Position ungemein. Die Zeit des Interregnums nutzten die Venezianer für ihre spöttischen Pasquinaten.

### Das Dogenamt

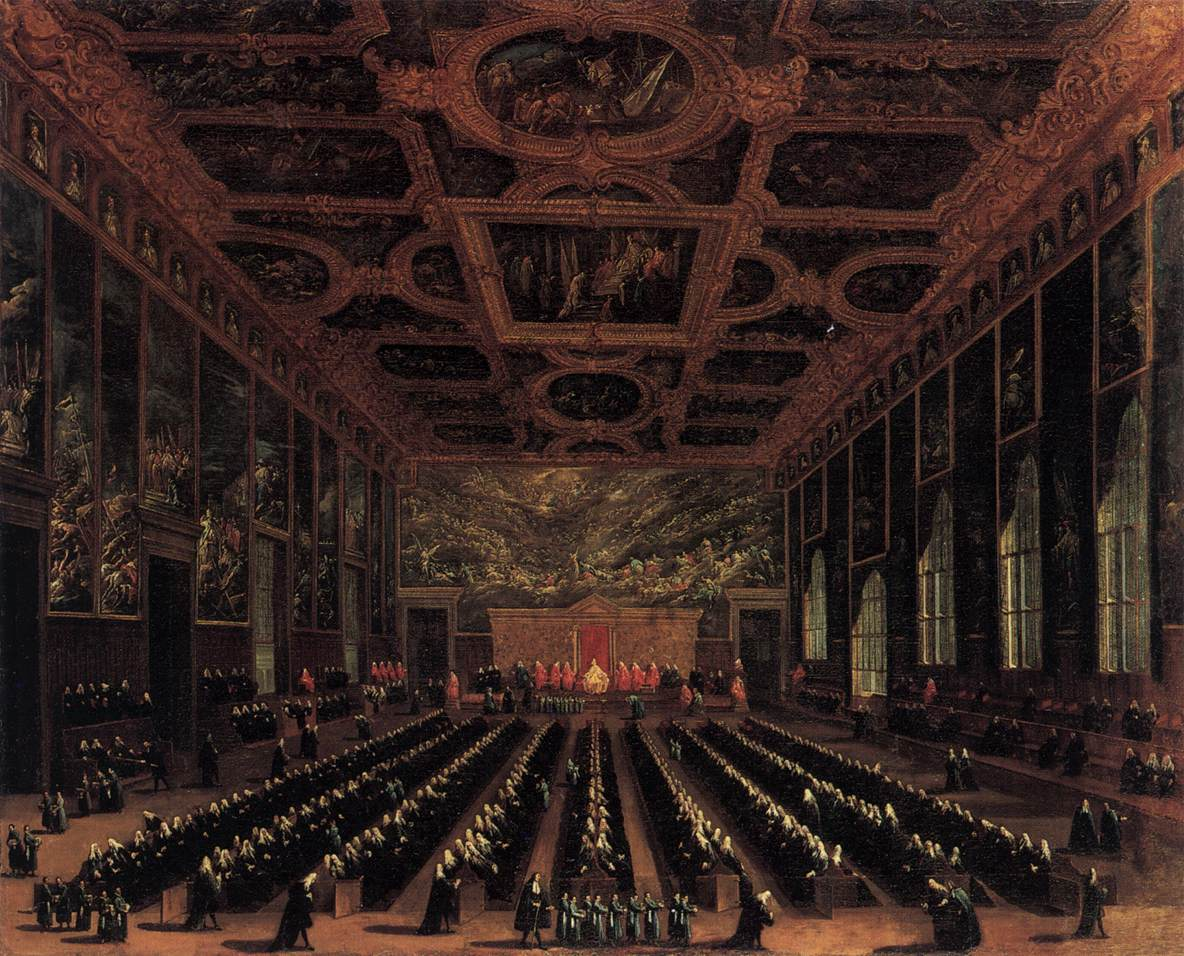
Der Saal des Großen Rates, Öl auf Leinwand, 155 mal 187 cm, Antonio Diziani (1737–1797) zwischen 1758 und 1763, Gemäldegalerie Berlin

Nach der Wahl lebte Francesco Loredan zusammen mit seinem Bruder und seiner Schwägerin im Dogenpalast, den er – gemäß seinem Nachlass-Inventar – verschwenderisch ausstattete. Er selbst führte ein Leben mit einer Vielzahl persönlicher Bediensteter, war jedoch auch großzügig im Verteilen von Spenden an das Volk und Stiftungen an die Kirche sowie bei der Vergabe goldener und silberner Oselle.

#### Vermögen als Mittel und Voraussetzung der Herrschaftsausübung
Das Loredan-Vermögen war ein zentrales Mittel seiner Herrschaftsausübung, und auch deren Voraussetzung. 1741 gab er Einnahmen in Höhe von fast 11.000 Dukaten an; allein im Jahr 1758 gab er fast 43.000 Dukaten für sein Amt aus. Bei seinem Tod betrug sein Einkommen immer noch über 118.000 Dukaten – allerdings war es mit enormen Schulden verbunden. Dabei verfügte die Familie über gewaltigen Grundbesitz. Die Kosten der Wahlfeierlichkeiten wurden von Zeitgenossen oft unzutreffend eingeschätzt – ein Eintrag in den Akten von 1772 spricht von 90.000 Dukaten, während Samuele Romanin sie auf etwa 21.700 geschätzt hat. Die erhaltene Liste der einzelnen Posten ergibt am Ende 38.600 Dukaten. Davon entfielen allein 2.310 auf das Orchester, 5.800 wurden für das Volk gespendet und 2.140 für die Arsenalotti, die Arbeiter im Arsenal. Die Zecca gab hingegen Münzen im üblichen Umfang aus. Hingegen waren die Ausgaben für die Feierlichkeiten überaus hoch. Allein im ersten Amtsjahr gab Loredan mehr als 117.000 Dukaten aus. Dabei war die Zahlungsmoral eher schlecht: Noch 1781 waren die 6.250 Dukaten für Pelze laut der Beschwerden der Kürschner noch immer nicht vollständig bezahlt.
Ungewöhnlich ist, dass die Quellen Einblick in die Finanzierung Loredans erlauben. Im September 1751 nahm er gemeinsam mit seinem Bruder Giovanni ein Pfandrecht an Grundstücken bei Rovigo und Badia Polesine auf, um 30.000 Dukaten von Chiara dei Pisani di Ca' Moretta zu erhalten. Im Januar 1755 erhielt er 18.000 Dukaten von Elisabetta Corner Foscarini von den Corner della Ca' Granda. Im Juni desselben Jahres standen er und sein Bruder im Mittelpunkt eines komplexen Immobilienverkaufs zwischen den Familien Rezzonico und Bon im Wert von fast 59.000 Dukaten, mit dem der Palazzo di San Barnaba in den Besitz der Familie Rezzonico übergehen sollte. Die Loredan nutzten die Transaktion, um einige ihrer Schulden zu begleichen, wobei Giovanni anscheinend noch höhere Schulden als Francesco aufwies.

#### Innenpolitik
Innenpolitisch war sein Dogat durch harte Auseinandersetzungen zwischen Konservativen und einer Gegenfraktion gekennzeichnet, die sich um innere Reformen bemühte. Wie meistens in Venedig setzten sich die Konservativen durch, die Anführer der Reformpartei kamen ins Gefängnis oder gingen ins Exil. Loredan selbst hielt sich aus den Auseinandersetzungen heraus und schlug sich schließlich auf die Seite der siegreichen Partei.

#### Außenpolitik
In der Außenpolitik kam es zu Streitigkeiten mit der Republik Ragusa sowie einer Fortsetzung der heftigen Spannungen zwischen Venedig und dem Heiligen Stuhl, diesmal um die Abgaben der zahlreichen Venezianer bei Appellen an Rom, die erst mit der Wahl eines Venezianers aus dem Hause Rezzonico als Papst Clemens XIII. endeten. Clemens ehrte den Dogen und Landsmann 1759 mit der Verleihung der Goldenen Rose.

Canaletto, Der Bucintoro vor dem Dogenpalast

Wirtschaftlich erlebte die Republik eine kurze Blüte, da die Venezianer wegen ihrer Neutralität im Siebenjährigen Krieg fast konkurrenzlos in Europa Handel treiben konnten und sogar für eine Weile ihre Spitzenposition im lukrativen Handel mit Pfeffer zurückerobern konnten.
Kulturell erlebte Venedig eine Blütezeit mit Festen und mehrmonatigem Karneval. Giacomo Casanova wurde 1755 wegen angeblicher Umtriebe 15 Monate in die Bleikammern gesperrt, aus denen ihm seine in ganz Europa Aufsehen erregende Flucht gelang. Auf Französisch beschrieb er drei Jahrzehnte später die Histoire de ma fuite. Die Atmosphäre dieser Zeit wird auch in den Bildern von Pietro Longhi (darin wurde der Doge zwei Mal als „padre dei poveri“, als ‚Vater der Armen‘ bezeichnet), Francesco Guardi, Giovanni Battista Tiepolo und Rosalba Carriera wiedergegeben.

#### Erkrankung (ab 1755)
Dabei war die Gesundheit des Dogen spätestens ab 1755 angeschlagen, wie sich aus Gerüchten und dem drastischen Rückgang seiner Ausgaben erschließen lässt. Selbst 1761 und 1762, als Angelo Querini und seine Unterstützer die Autorität des Rates der Zehn und der Staatsinquisitoren angriffen, konnte er in diesem Streit keine Rolle übernehmen, weil er zu krank war.
So blieb sein Einfluss letztlich gering. Selbst Natale Dalle Laste (1707–92) spricht in seiner Laudatio in funere serenissimi principis Francisci Lauredani habita coram Venetis patribus a Natali Lastesio in aede SS. Joannes et Pauli VI Cal. Jun. An. MDCCLXII ausschließlich von seinen ruhmreichen Vorfahren, ohne auf sein Leben einzugehen.

#### Erhalt des Familienvermögens
Loredans Hauptaugenmerk galt ohnehin dem Familienvermögen, etwa dem Palast der Familie, dann aber auch zwei Gebäuden in der Gemeinde S. Stefano und einer Wohnung in S. Basso. Hinzu kamen mindestens 76 Häuser und Werkstätten in Venedig und auf Mazzorbo, vor allem aber in San Polo, Cannaregio und Castello. Umfangreicher Landbesitz ballte sich darüber hinaus auf dem Festland, etwa in Marghera und Meolo, dann im Polesine und im Gebiet Paduas, dann von Treviso, Vicenza und Verona sowie im Friaul (Barbana) und auch auf Istrien (Rovigno). Besonders wichtig waren die Villen und Ländereien in Stra, Canda und Noventa Vicentina. Diese Besitztümer, die bis 1755 im Miteigentum von Leonardos Onkel Giovanni waren, gingen wohl überwiegend auf die Ehe der Francesca Barbarigo mit Francesco Loredan, dem Urgroßvater des Dogen, im Jahr 1627 zurück.
Doch andere Wirtschaftstätigkeiten kamen hinzu. In einem Anhang zu seinem Testament vom April 1758 schrieb Loredan, er habe 9.000 Dukaten in das Ölgeschäft investiert, das 1763 verstaatlicht wurde. Vor allem investierte er aber 22.500 Dukaten in einen Teil der Buchdruckerei all'Insegna della Fortuna Trionfante a S. Salvador, eine der bedeutendsten Venedigs, die von Francesco Pitteri geführt wurde. In einer Aufstellung der Einkünfte der Familie von 1759 bis 1762 wird die Druckerei mit einigen hundert Dukaten pro Jahr veranschlagt. Als Loredan starb, musste Giovanni 1763 den letzten Anteil an der Druckerei für 10.000 Dukaten an Pagan verkaufen, doch hatte dieser 20.000 Dukaten Schulden bei den Loredan.
Wie in vielen Familien des venezianischen Adels, so stellte der ungeheure Aufwand, der für Mitgiften der Töchter getrieben wurde, ein existentielles Problem dar. Dabei waren die 46.000 Dukaten von Caterina di Nicolò Corner, die 1726 Girolamo geheiratet hatte, und die laut Ehevertrag ihrem Ehemann, ihren Brüdern einschließlich Francesco Loredan, und ihrem Onkel Giovanni zustanden, das größte Problem. Girolamo starb zwar bereits 1749, doch die Mitgift wurde nicht in vollem Umfang zurückgegeben, wie es üblich war. Corner lebte zudem weiterhin bei den Loredan. Im Mai 1752, nach dem Umzug in den Dogenpalast, wurde ihr – ebenso wie Anna Maria Vendramin Loredan, Giovannis Ehefrau – eine lebenslange Rente mit einem Teil der Mitgift und einer täglichen Beköstigung am Familientisch zugesichert.
1762, nach dem Tod des Dogen Loredan, waren noch immer 40.000 Dukaten zu zahlen, von denen der Doge allein die Hälfte schuldete, während Corners Rente 2.000 Dukaten betrug – bis 1778 wurden nur 15.000 zurückgegeben. Auch andere Zahlungen wurden von der Familie geleistet. Im März 1760 verpfändete der Doge das Familiensilber, um 6.000 Dukaten für die Mitgift von Caterina Loredan Mocenigo zu zahlen, und 1762 waren es 2.000 für Anna Vendramin. Auch Kredite an Familienmitglieder, die nur zäh zurückgezahlt wurden, belasteten das Familienvermögen. Mit dem Tod Giovannis starb die männliche Linie der Loredan 1767 aus. Es folgten jahrzehntelange Streitigkeiten um das Restvermögen. Allein das Begräbnis Francesco Loredans kostete 18.700 Dukaten.

## Grab, bildliche Darstellungen
Der Doge starb am 19. Mai 1762 und wurde vorerst in aller Stille bestattet. Sein Tod wurde den Venezianern verheimlicht, um die Feierlichkeit am Fest Christi Himmelfahrt nicht zu stören. Die Bestattung im Familiengrab in San Zanipolo und die offiziellen Begräbnisfeierlichkeiten fanden erst am 25. Mai statt.

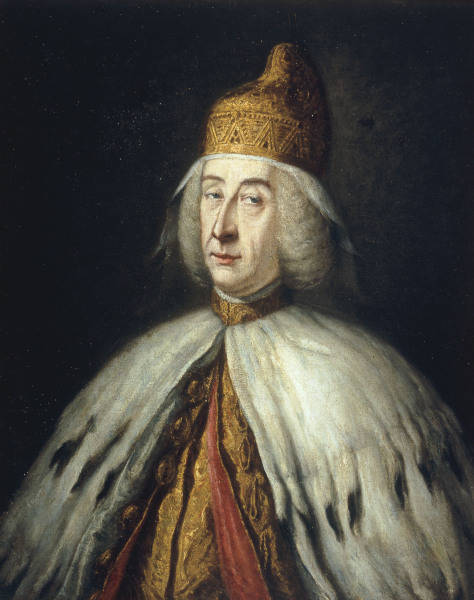
Porträt des Dogen von Fortunato Pasquetti, Öl auf Leinwand, 82 mal 66 cm

Der Doge ließ sich zu Lebzeiton von Bartolomeo Nazari und Fortunato Pasquetti porträtieren, auch ließ er von Giuseppe Angeli Teile des Piano nobile des Familienpalasts bei Santo Stefano mit Fresken ausmalen.